# Gotlands golfdistriktsförbund
Gotlands golfdistriktsförbund omfattar golfklubbarna i Gotlands län.

## Golfklubbar i Gotlands golfdistriktsförbund

### Gotska golfklubb
Gotska golfklubb i Visby bildades 1986.
| Jack Wenmanbanan | 18 hål | Par 72 |  | Hedbana | Spelklar 1996 | Arkitekt: Jack Wenman |

| Lugnetbanan | 9 hål | Par 36 |  | Linkskaraktär | Spelklar 1991 | Arkitekt: Jack Wenman |

### Gumbalde golfklubb
Gumbalde golfklubb i Stånga på södra Gotland bildades 1988.
| Gumbalde golfbana | 18 hål | Par 71 |  | Parkbana med mycket vatten | Spelklar 1989 | Arkitekt: Lars Lagergren |

### Ljugarns golfklubb
Ljugarns golfklubb är en golfklubb på Gotland.
| Ljugarns golfbana | 9 hål | Par 36 | 2646 | Skogs- och seasidebana | Spelklar 1993 | Arkitekt: Jan Sederholm |

### När golfklubb
När golfklubb bildades 1987.
| Närs golfbana | 18 hål | Par 69 |  | Naturbana | Spelklar 1991 | Arkitekt: Lars-Erik Jacobsson |

### Slite golfklubb
Slite golfklubb bildades 1988.
| Slite golfbana | 18 hål | Par 72 | 5923 5602 5046 4773 | Park- och skogsbana | Spelklar 1989 | Arkitekt: Peter Nordwall |

### Suderbys golfklubb
Suderbys golfklubb i Visby bildades 2003.
|-
|
| Suderbys golfbana | 9 hål | Par 32 | 2017 1699 | Parkbana | Spelklar 2004 | Arkitekt: Per Jacobsson |

### Visby golfklubb
Visby golfklubb bildades 1958.
| 18-hålsbanan | 18 hål | Par 72 |  | Skogs- och seasidebana | Spelklar 9 hål 1959, 18 hål 1966 | Arkitekt: Nils Sköld |

| 9-hålsbanan | 9 hål | Par 36 |  | Skogs- och seasidebana | Spelklar 1992 | Arkitekt: Peter Nordwall |